# High Road

High Road este al patrulea album de studio al artistei. Albumul a început producția în iunie 2018. Acesta trebuia să fie lansat pe 10 ianuarie 2020, dar a fost anulat până la 31 ianuarie 2020.

## Detalii
Producția albumului a început în iunie 2018. O fotografie a lui Kesha în studio care lucra la album a apărut online pe 6 februarie 2019. Pe 3 iunie, Kesha a redistribuit tweet-ul unui fan (@crazykeshafans) care a declarat: „K4 VINE. PREGĂTIȚI-VĂ." Într-un videoclip postat pe 12 august, la o zi după aniversarea a doi ani a Rainbow, Kesha a declarat: „Poate că vor veni în curând mai multe lucruri magice!”. Când a fost întrebată despre muzică nouă într-o poveste pe Instagram, aceasta a răspuns: „ Ăsta este secretul cel mai înalt, îmi pare rău! Ți-aș putea spune, dar doar extratereștrii știu!” Într-un flux live de pe Instagram, Sage a spus că melodiile au fost înregistrate și Kesha filma lucruri pentru album.

## Procesul de creație
Într-o declarație adresată Rolling Stone, Kesha a explicat  modul în care procesul de realizare a High Road a fost diferit de cel al Rainbow: "Simt că de data aceasta m-am reconectat cu bucuria și sălbăticia neîngrădite care au făcut întotdeauna parte din mine - și în acest proces de creație m-am distrat cel mai mult în comparație cu restul albumelor pe care le-am creat. Sper ca faniilor mei le place la fel de mult cât mi-a plăcut mie - și știu că întotdeauna vă am în vedere toți. Ea a continuat: „Pe ultimul disc, simt că a trebuit să mă adresez unor lucruri foarte serioase și acum, de această dată, mi-am revendicat dragostea pentru viață. Pentru a cita una dintre melodiile mele preferate din toate timpurile, am decis să „lupt pentru dreptul meu la petrecere!".Nu voi fi definită de trecutul meu, dar voi învăța din el. Sunt atât de fericită și sper că „fericirea este infecțioasă".
„Când am scris  Rainbow, eram într-un spațiu al minții foarte diferit”. „A trebuit să mă adresez unor lucruri foarte serioase”.Despre imaginile din studioul în care lucrează la  High Road, Kesha continuă: „Dar acum, pe noul meu album, îmi revăd rădăcinile de bucurie pură și absolută dezlănțuitoare. Kesha și-a recuperat curajul și e mai mare ca niciodată. Deci distrează-te cât timp ești în această călătorie rutieră din iad.". Simbolul albumului este reprezentat de o lumânare în forma capului său topindu-se în sens invers, construindu-se înapoi din ceara topită.

## Lista melodiilor
1. "Tonight"
2. "My Own Dance"
3. "Raising Hell" (featuring Big Freedia)
4. "High Road"
5. "Shadow"
6. "Honey"
7. "Cowboy Blues"
8. "Resentment" (featuring Sturgill Simpson, Brian Wilson & Wrabel)
9. "Little Bit of Love"
10. "Birthday Suit"
11. "Kinky" (featuring Ke$ha)
12. "The Potato Song (Cuz I Want To)"
13. "BFF" (featuring Wrabel)
14. "Father Daughter Dance"
15. "Chasing Thunder"
16. "Summer"
17. "Big Bad Wolf" (melodie bonus în versiunea japoneză a albumului)